# Валентин Кръстев (офицер)
 Тази статия е за офицера.  За поета и преводач вижте Валентин Кръстев.  
Валентин Игнатов Кръстев е български офицер, генерал-майор.

## Биография
Роден е на 2 октомври 1964 г. в русенското село Ценово. Завършва Средно политехническо училище в град Бяла. През 1986 г. завършва Висшето народно военно училище във Велико Търново с профил Тилови войски-продоволствено и
вещево снабдяване. Службата си започва като началник на продоволствено и вещево снабдяване в артилерийски полк. От 1988 до 1990 г. е пак на същата позиция като помощник-началник. Между 1990 и 1991 г. е Старши–помощник началник по подготовката на специалисти по МТТО в зенитно-артилерийски полк. В периода 1991 – 1993 г. е заместник-началник на Централен продоволствен склад. През 1993 г. се записва във Военната академия в София, която завършва през 1995 г. След това е назначен за началник на школа за подготовка младши специалисти по ГСМ в база за ГСМ. На този остава до 1997 г., когато е назначен за началник на служба ГСМ към Стационарна опорна свързочна мрежа. Между 1999 и 2003 г. е заместник-командир по тила на Стационарна опорна свързочна мрежа.
От 2003 до 2004 г. учи в Общовойскови колеж по отбраната в Париж, Франция. След като се завръща е назначен за заместник-началник на отдел „Логистика и придвижване“ в Съвместното оперативно командване. От 2006 до 2008 г. е началник на отдела. В периода 2008 – 2011 г. е определен за началник на управление „Логистика“ в Съвместното оперативно командване. От 2011 до 2014 г. е началник на отдел „Логистика“ в Съвместното командване на силите. На 28 април 2014 г. е назначен на длъжността директор на дирекция „Логистика“ на Министерството на отбраната и удостоен с висше офицерско звание бригаден генерал, считани от 30 юни 2014 г. С указ № 241 от 1 декември 2015 г. бригаден генерал Валентин Кръстев е освободен от длъжността директор на дирекция „Логистика“ на Министерството на отбраната, считано от 16 януари 2016 г.
От 2016 до 2019 г. е заместник-началник на щаба по поддръжката в Сухопътното командване на НАТО в Измир. От 17 януари 2019 г. е началник-щаб на Съвместното командване на силите. На 28 юни 2022 г. е освободен от длъжността началник на Щаба на Съвместното командване на силите, назначен за заместник-командир на Корпуса за бързо развръщане на НАТО в Солун, Република Гърция и удостоен с висше военно звание генерал-майор, считани от 1 август 2022 г. Остава на този пост до 1 август 2025 г.

## Образование
- Средно училище, Бяла до 1982
- Висшето народно военно училище „Васил Левски“ – 1982 – 1986
- Военна академия „Г.С.Раковски“ – 1993 – 1995
- Общовойскови колеж по отбраната, Париж – 2003 – 2004

## Военни звания
- Лейтенант (1986)
- Старши лейтенант (1989)
- Капитан (1993)
- Майор (1996)
- Подполковник (1999)
- Полковник (2006)
- Бригаден генерал (2014)
- Генерал-майор (1 август 2022)